# Raoul Wallenberg-monumentet, London

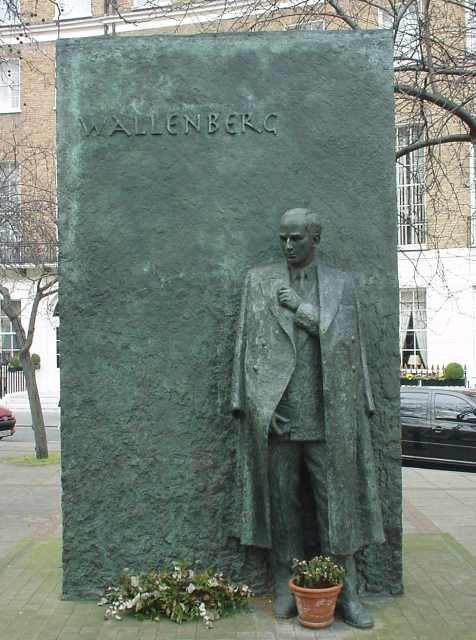
Wallenberg Memorial 2005.

Ett monument över Raoul Wallenberg står på Great Cumberland Place i Londons marmorarkedistrikt, utanför Western Marble Arch Synagogue och nära den svenska ambassaden i London. Den tre meter höga bronsmonumentet skulpterades av Philip Jackson och är storlagen avbildning av Wallenberg, stående mot en bronsvägg bestående av 100 000 Schutz-pass, de skyddande pass som Wallenberg använde för att rädda ungerska judar.
Ett andra brittiskt monument till Wallenberg står nära Welsh National War Memorial i Alexandra Gardens, i Cardiff, Wales. 